# ميكائيل غفور
ميكائيل غفور (بالفرنسية: Mickaël Gaffoor)‏ هو لاعب كرة قدم فرنسي في مركز الدفاع، ولد في 21 يناير 1987 في Bezons ‏ في فرنسا. لعب مع ريال سرقسطة وسيلتا فيغو ب وسيلتا فيغو ونادي روديز ونادي سانت إتيان ونادي غوادالاخارا ونادي ميرانديس ونومانسيا.

## وصلات خارجية
- ميكائيل غفور على موقع قاعدة بيانات كرة القدم.إي يو (الإنجليزية)
- ميكائيل غفور على موقع Soccerway.com (الإنجليزية)
- ميكائيل غفور على موقع عالم كرة القدم.نت (الإنجليزية)
- ميكائيل غفور على موقع AS.com (الإسبانية)